# Abscés anorectal
Els abscessos anorectals (també coneguts, si es defineix més la localització, com a abscés anal/perianal o abscés rectal/perirectal) són abscessos adjacents a l'anus. La majoria dels casos d'abscessos perianals són esporàdics, tot i que hi ha certes situacions que eleven el risc de desenvolupar la malaltia, com la diabetis mellitus, la malaltia de Crohn, el tractament crònic amb glucocorticoides i altres. Sorgeix com una complicació de la paraproctitis. S'han descrit abscessos isquiorectals, inter- i intrasfinctèrics.